# 瓦濟里斯坦

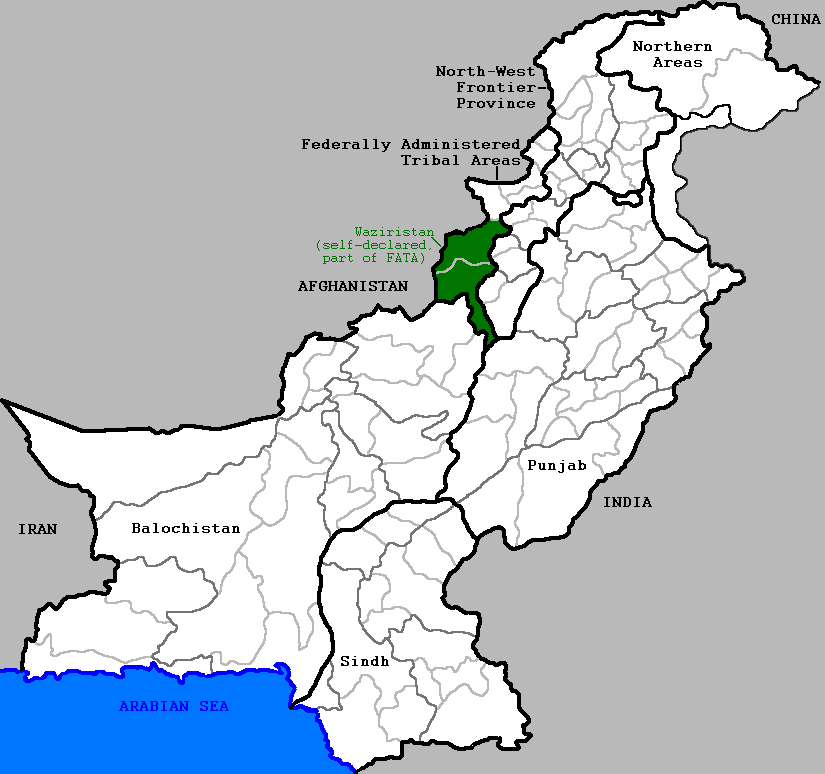
北部和 South Waziristan 的位置（绿色）在巴基斯坦境内（白色）

瓦濟里斯坦，又譯瓦澤爾斯坦、瓦齊里斯坦，是一个多山地区，涵蓋巴基斯坦北瓦济里斯坦特区和南瓦濟里斯坦特區兩個前联邦直辖部落地区；这两个地区现在都是开伯尔─普赫图赫瓦省的辖区。 瓦濟里斯坦占地约11,585平方公里（4,500平方英里）。該地區居住普什图人。地區因瓦濟里部落而得名。 主要語言是屬於普什圖語的瓦濟里方言。
16世纪的普什图革命领袖、战士诗人巴亚兹德·皮尔·罗山（Bayazid Pir Roshan）以瓦濟里斯坦的加尼古勒姆为本，写出了普什圖最古老、最知名的作品。

## 概述和历史

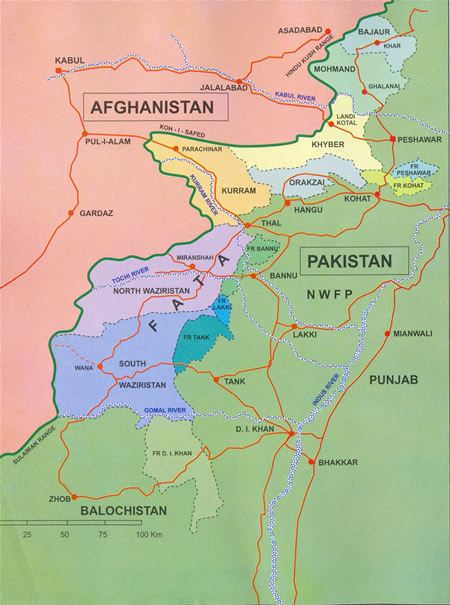
北（紫色）和南（蓝色）瓦齐里斯坦地区和周边的联邦直辖部落地区和省份

瓦濟里斯坦位于北面的托奇河和南面的古馬勒河之间。东北緊鄰本努和坦克市、德拉伊斯梅爾汗邊疆區和古勒姆特区，南部与俾路支的謝拉尼和穆萨赫尔縣接壤，西北接壤阿富汗的帕克蒂卡省、霍斯特省、帕克蒂亞省。
瓦濟里斯坦分为巴基斯坦开伯尔─普赫图赫瓦省北瓦济里斯坦特区和南瓦濟里斯坦特區。 根据2017年巴基斯坦人口普查，北瓦济里斯坦特区的人口为543,254，而南瓦濟里斯坦特區的人口为674,065。 儘管一樣是瓦濟里部落，兩個區有著不同的特色。他们被认为是令人敬畏的战士。
1894年，英国人进入瓦濟里斯坦，沿著杜蘭線與阿富汗分鄰。 英国将瓦濟里斯坦分为北瓦濟里斯坦和南瓦濟里斯坦。北瓦濟里斯坦，首府設米蘭夏（Miramshah）；南瓦濟里斯坦，首府設在瓦納。
1919年，英阿戰爭中，阿富汗入侵英屬印度。1919至1920年間的瓦濟里斯坦起義相呼而起。最終，英軍順利平定起義。
1935年至1936年間，由人稱伊平的法基爾的米爾扎利汗發起新的起義。游擊戰一路延燒到戰後。1938年，米爾扎利汗在古尔韦克（Gurwek）宣布獨立。1947年6月，米爾扎利汗與運動（Khudai Khidmatgars）成員達成普什圖斯坦決議，要求英國政府让普什圖人拥有一個独立的普什圖斯坦，而不是让他们加入巴基斯坦。然而，英国拒绝这项决议。 1947年8月巴基斯坦建国后，米尔扎利汗及其追随者拒绝承认巴基斯坦，并发动了针对巴基斯坦的游击战。1960年，米爾札利汗在古尔韦克去世。
2006年9月5日，巴基斯坦與瓦济里斯坦伊斯兰酋长国部落领袖签署《瓦济里斯坦协议》，結束瓦济里斯坦戰爭。

## 北瓦济里斯坦特区
北瓦济里斯坦特区的首府設在米蘭夏（Miramshah）。 當地多山，多部落。部落多為普什圖人。

## 南瓦济里斯坦特区
南瓦济里斯坦特区的首府设在瓦納，面积约6500平方公里，是巴基斯坦最不稳定的行政區之一。南瓦济里斯坦特区不是由巴基斯坦政府直接管轄，而是委由當地自治。

## 延伸阅读
- Fürstenberg, Kai (2012) Waziristan: Solutions for a Troubled Region in Spotlight South Asia, No. 1, ISSN 2195-2787 (http://www.apsa.info/wp-content/uploads/2012/10/SSA-1.pdf （页面存档备份，存于）)
- Roe, Andrew M. Waging War in Waziristan: The British Struggle in the Land of Bin Laden, 1849–1947 (Lawrence: University Press of Kansas, 2010) 313 pages
- Operations in Waziristan 1919–1920, Compiled by the General Staff, Army Headquarters, India, 1923 (Reprinted by Naval & Military Press and Imperial War Museum, ISBN 1-84342-773-7)
- Systems of Survival (1992) by Jane Jacobs. Jacobs cites a story from the 16 July 1974 issue of The Wall Street Journal in which a Pathan husband in Waziristan reportedly cut off his wife's nose because he was jealous. Thinking the better of it, he took her to a surgeon to have the injury repaired. Upon finding out that an operation would cost thirty rupees, he called it off, saying he could buy a new wife for eighty rupees. Jacobs cites this incident as evidence contradicting the platitude that society is based on the family. Instead, each family is based on whatever society it finds itself in. (Jacobs' discussion in her book is viewable on Amazon.com. Search for "Pathan".)